# Jakow Alexandrowitsch Malik
Jakow Alexandrowitsch Malik (russisch Яков Александрович Малик, * 23. Novemberjul. / 6. Dezember 1906greg. in Ostrowerchowka bei Smijiw, Gouvernement Charkow; † 11. Februar 1980 in Moskau) war ein sowjetischer Diplomat und Politiker.

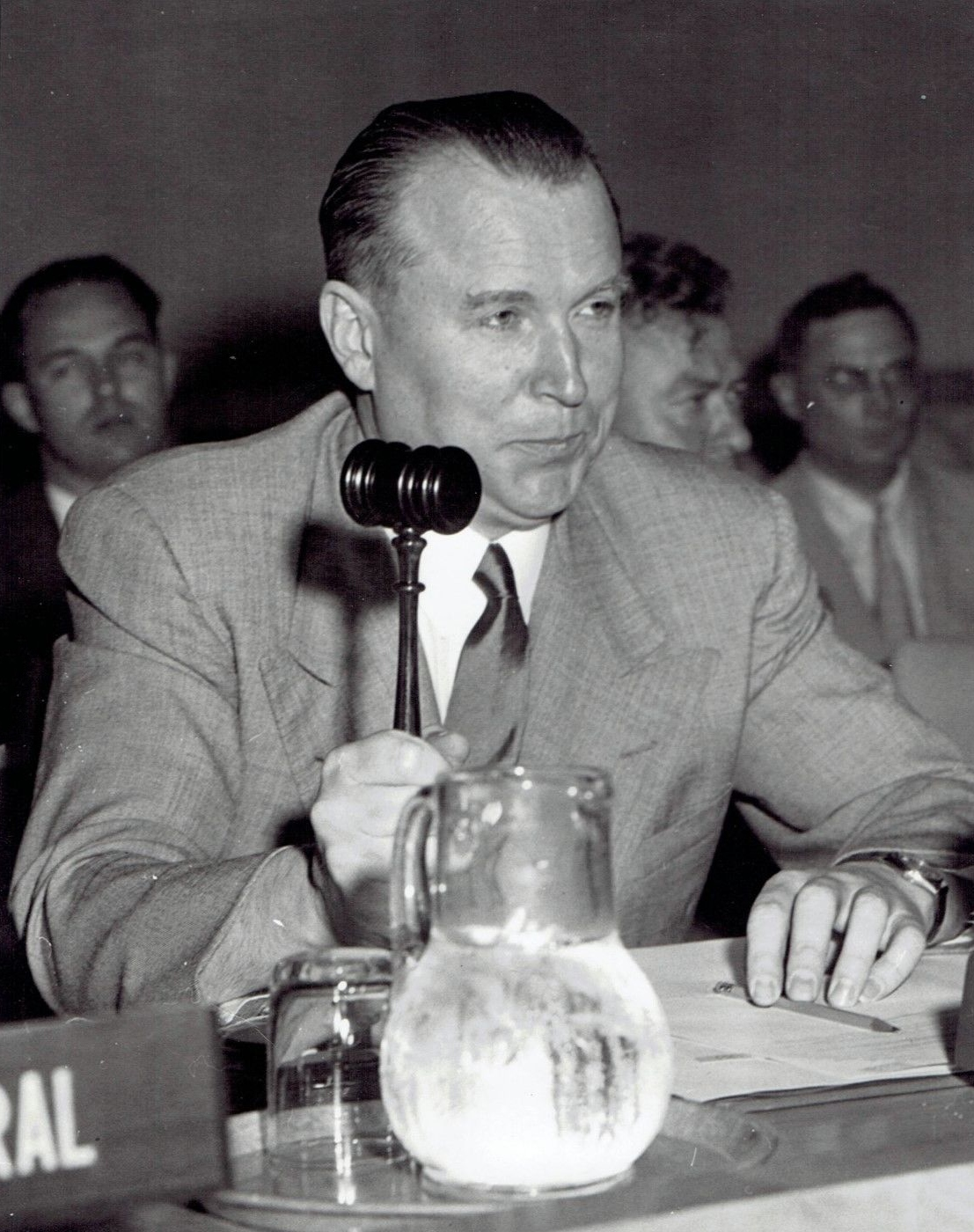
Jakow Alexandrowitsch Malik (1952)

## Leben
Malik wuchs in einer Bauernfamilie auf. 1931 schloss er das Institut für Volkswirtschaft in Charkow ab und war anschließend für den Komsomol tätig. Nach dem Abschluss des Instituts für den diplomatischen und konsularischen Dienst beim Volkskommissariat für Auswärtige Angelegenheiten der UdSSR in Moskau war er seit 1937 im diplomatischen Dienst tätig. Von 1937 bis 1939 war er zunächst Berater, dann stellvertretender Leiter der Presseabteilung des Volkskommissariats für Auswärtige Angelegenheiten. Von 1939 bis 1942 war er Botschaftsrat in Tokio, anschließend von 1942 bis 1945 sowjetischer Botschafter in Japan. 1945/46 war er der sowjetische Berater im Alliierten Kontrollrat für Japan. 1946 bis 1953 war er stellvertretender sowjetischer Außenminister.
Von 1948 bis 1953 vertrat er gleichzeitig die Sowjetunion bei den Vereinten Nationen und im UN-Sicherheitsrat. Zwischen 1953 und 1960 war er Botschafter im Vereinigten Königreich. Von 1960 bis 1980 war er erneut stellvertretender Außenminister. Im Zeitraum von 1968 bis 1976 war er erneut auch wieder als Ständiger Vertreter der UdSSR bei der UNO und im Sicherheitsrat tätig, zeitweise auch als Präsident des letzteren.
Malik gehörte zu den bedeutendsten Diplomaten seiner Zeit und war mit wesentlichen diplomatischen Auseinandersetzungen befasst, wie dem Koreakrieg und dem Westsaharakonflikt. Das von ihm unterzeichnete Jessup-Malik-Abkommen beendete die Berlinblockade.
Malik war seit 1938 Mitglied der KPdSU und von 1952 bis 1961 Kandidat des ZK.
Malik wurde auf dem Nowodewitschi-Friedhof in Moskau beigesetzt. Er wurde mit drei Leninorden ausgezeichnet.